# Pellegrino Artusi
Pellegrino Artusi   (Forlimpopoli, 4 d'agost de 1820 - Florència, 30 de març de 1911) va ser un empresari i escriptor italià, considerat «el pare de la cuina italiana moderna» per ser l'autor del llibre de cuina de 1891 La scienza in cucina e l'arte di mangiar bene.

## Biografia
Fill del ric comerciant Agostino i Teresa Giunchi, Pellegrino Marcello Artusi provenia d'una família nombrosa: tenia dotze germans. Com altres nens rics, va assistir a l'escola d'un seminari de la propera ciutat de Bertinoro. Entre els anys 1835 i 1850, Artusi va passar força temps als cercles estudiantils de Bolonya. Al bar Tre Re va conèixer el revolucionari Felice Orsini, originari de Meldola.
Quan va tornar a la seva ciutat natal es va fer càrrec del negoci familiar, i va guanyar força diners, però la vida de la família Artusi es va veure alterada per l'arribada a Forlimpopoli, el 25 de gener de 1851, del proscrit Stefano Pelloni, sobrenomenat il Passatore, que va prendre com a ostatges totes les famílies de classe alta, una per una, inclosa la família de Pellegrino Artusi, i les va mantenir captives al teatre de la ciutat. Després de robar el màxim possible, els bandits van violar diverses dones, una de les quals era Gertrude, la germana d'Artusi, que es va tornar boja arran d'aquesta experiència i va haver de ser ingressada en un manicomi a Pesaro.
L'any següent, la família es va traslladar a Florència. Allà Pellegrino Artusi va començar a treballar en l'àmbit de les finances, i també va dedicar el seu temps a dues de les seves aficions preferides: la literatura i l'art de la cuina. Les seves germanes es van casar i els seus pares van morir i així va poder viure de la seva herència gràcies a les terres que la família tenia a la Romanya i va comprar una casa a la plaça D'Azeglio de Florència, on va viure tranquil·lament la seva vida fins al 1911, quan va morir als noranta anys. Solter, vivia només amb un majordom de la seva ciutat natal i un cuiner toscà. Va ser enterrat al cementiri de Porte Sante, part de la basílica de San Miniato al Monte.
Escrivint només dues dècades després de la unificació italiana, Artusi va ser el primer a incloure receptes de totes les diferents regions d'Itàlia en un sol llibre de cuina. Sovint se li atribueix l'establiment d'una cuina italiana veritablement nacional per primera vegada, i fins i tot el cuiner francès Auguste Escoffier es va inspirar en Artusi.
De particular interès és la història explicada pel mateix Artusi sobre una mala experiència que es va produir durant l'estiu de 1855 a Livorno, quan va entrar en contacte amb el còlera, la malaltia infecciosa que en aquella època es va cobrar moltes vides a Itàlia. Trobant--se a Livorno, Artusi va anar a sopar a un restaurant. Després de menjar minestrone, va decidir llogar una habitació a l'edifici que pertanyia a un home anomenat Domenici. Tal com explicaria més tard Artusi, va passar tota la nit patint d'horribles mals de panxa, fet de què va culpar el minestrone que havia menjat. L'endemà, de tornada a Florència, va rebre la notícia que Livorno havia estat afectada pel còlera i que Domenici n'havia estat una víctima. Només aleshores es va adonar del que havia passat: no havia estat el minestrone el que l'havia posat malalt, sinó els primers símptomes de la malaltia. L'esdeveniment va inspirar Artusi a escriure una excel·lent recepta del minestrone.

## Obres

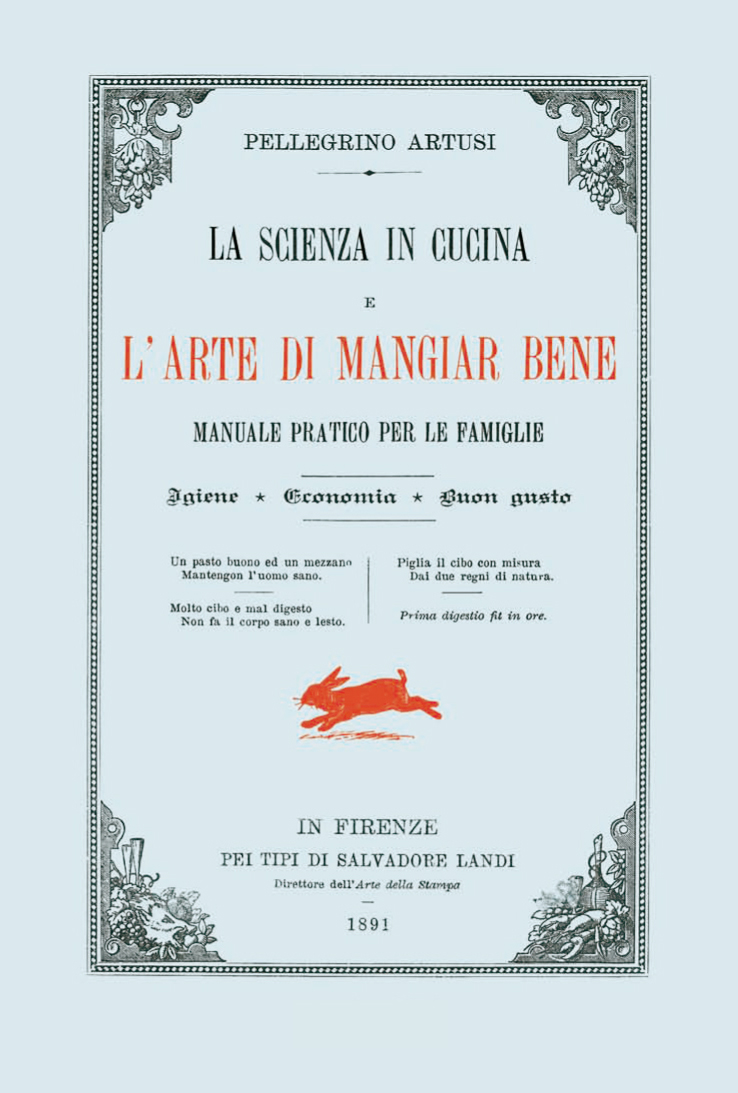
Coberta de la primera edició (1891)

Hi ha tres obres d'Artusi: dos llibres de no-ficció i un llibre de cuina. Les obres de no-ficció, una biografia d'Ugo Foscolo i una crítica de Giuseppe Giusti, van passar en gran part desapercebudes i ràpidament van estar fora de circulació.
El seu manual, però, titulat La scienza in cucina e l'arte di mangiar bene, publicat a Florència el 1891 quan havia complert ja setanta anys, va tenir molt més èxit. No va trobar una editorial i va utilitzar els seus propis diners per fer-ne l'autoedició, de la qual es van vendre mil exemplars en quatre anys. Aviat, però, el llibre de cuina es va popularitzar i abans de la mort d'Artusi ja se n'havien venut més de 200.000 exemplars. Considerat el millor llibre de receptes de la cuina italiana com la bíblia dels llibres de cuina italians és ple d'anècdotes divertides i de 790 receptes. És un best-seller perenne a Itàlia i s'ha traduït a nombrosos idiomes.
L'any 1904, Artusi va publicar un manual pràctic de la cuina, amb més de 3.000 receptes i 150 taules, titulat Ecco il tuo libro di cucina, amb la influència i participació anònima de la baronessa Giulia Turco.

## Reconeixement
A Forlimpopoli, ciutat natal d'Artusi, li van dedicar una estàtua, un bust i un carrer. També una escola d'hostaleria i una biblioteca municipal porten el seu nom. Per tot Itàlia, altres escoles d'hostaleria porten el nom de Pellegrino Artusi.
Des de 1997, a Forlimpopoli s'organitza la «Festa Artusiana», dedicada a la gastronomia, que comprèn activitats diverses i espectacles. També s'hi lliuren els premis Artusi. L'any 2007 es va crear la Fundació Casa Artusi, que és un «centre de cultura gastronòmica dedicat a la cuina casolana italana». Casa Artusi és un centre dedicat a la recerca, la formació i la difusió de la cultura gastronòmica.